# Eagles Nest
Eagles Nest (Eagles Nest Cave) – jaskinia krasowa położona w Australii, na zachód od Canberry, w Wielkich Górach Wododziałowych, na terenie Parku Narodowego Kościuszki. Długość 3,6 kilometry, głębokość 174 metry. Posiada bogatą szatę naciekową.